# Boyne Falls

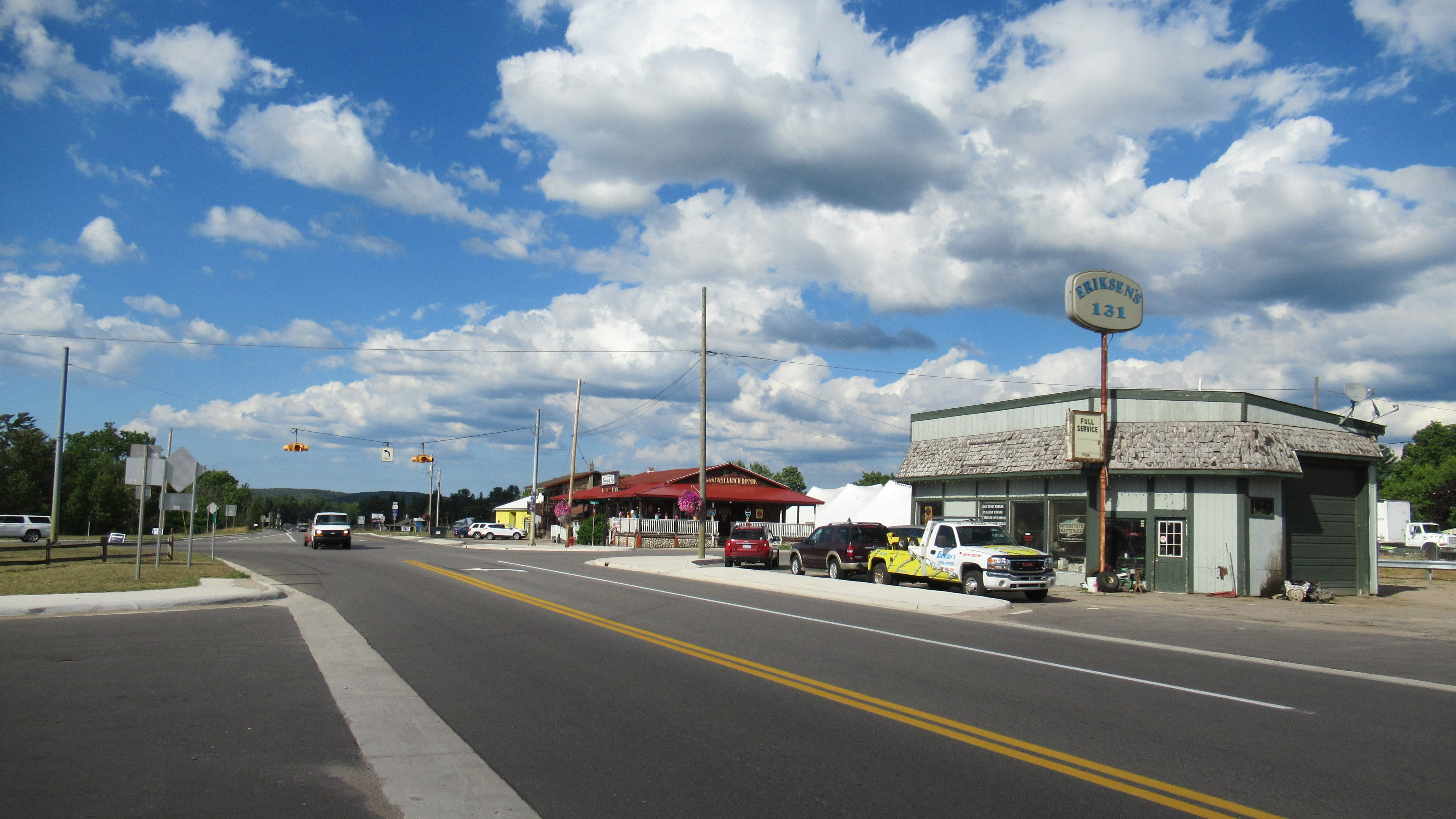

Boyne Falls é uma vila localizada no estado americano de Michigan, no Condado de Charlevoix.

## Demografia
Segundo o censo americano de 2000, a sua população era de 370 habitantes. 
Em 2006, foi estimada uma população de 340, um decréscimo de 30 (-8.1%).

## Geografia
De acordo com o United States Census Bureau tem uma área de 
1,4 km², dos quais 1,4 km² cobertos por terra e 0,0 km² cobertos por água. Boyne Falls localiza-se a aproximadamente 217 m acima do nível do mar.

## Localidades na vizinhança
O diagrama seguinte representa as localidades num raio de 28 km ao redor de Boyne Falls. 